# Ua-Huka (Polinesia Francesa)
Ua-Huka es una comuna francesa situada en la subdivisión de Islas Marquesas, que forma parte de la colectividad de ultramar de Polinesia Francesa.

## Composición
Está formada por la isla de Ua Huka y sus ocho motus:
| isla     | Población (2012) | Superficie (km²) | Densidad (hab/km²) |
| -------- | ---------------- | ---------------- | ------------------ |
| Ua Huka  | 621              | 83.4             | 8                  |
| Islotes  | Población (2012) | Superficie (km²) | Densidad (hab/km²) |
| Epiti    | -                | -                | -                  |
| Hemeni   | -                | -                | -                  |
| Motuhane | -                | -                | -                  |
| Motupapa | -                | -                | -                  |
| Motutapu | -                | -                | -                  |
| Takatai  | -                | -                | -                  |
| Tekohai  | -                | -                | -                  |
| Teuaua   | -                | -                | -                  |

## Demografía
| Gráfica de evolución demográfica de Ua-Huka entre 1971 y 2012 |
|                                                               |

Fuente: Insee